# Cantón de Pau-1
El cantón de Pau-1 (cantón nº 18, Pau-1 en francés) es una división administrativa francesa del departamento de los Pirineos Atlánticos creado por Decreto nº 2014-148, artículo 19º, del 25 de febrero de 2014 y que entró en vigor el 22 de marzo de 2015, con las primeras elecciones departamentales posteriores a la publicación de dicho decreto.

## Historia
Con la aplicación de dicho Decreto, los cantones de Pirineos Atlánticos pasaron de 52 a 27.

## Composición
El cantón de Pau-1 está formada por parte de la comuna de Pau situada en el oeste de una línea definida por el eje de las vías y límites siguientes: desde el límite territorial de la comuna de Billère, pasando por la avenida de Juan Mermoz, bulevar de Alsacia-Lorena, paseo de Lyautey, avenida de Henri Dunant, calle de Pasteur-Alphonse Cadier, avenida de Honoré Baradat, avenida del Lobo, bulevar Tourasse, calle Léon Jouhaux, calle Jean Moulin, avenida del Lobo, avenida de Buros, hasta el límite territorial de la comuna de Buros.
La capital (Bureau centralisateur) está en Pau.
etc
En 2012, la población total del nuevo cantón era de 25064 habitantes.